# آيت أسالن (تيزكي)
آيت أسالن هو دُوَّار يقع بجماعة تودغة العليا، إقليم تنغير، جهة درعة تافيلالت في المملكة المغربية. ينتمي الدوّار لمشيخة تيزكي التي تضم 6 دواوير. يقدر عدد سكانه بـ 397 نسمة حسب الإحصاء الرسمي للسكان والسكنى لسنة 2004.

## وصلات خارجية
- البوابة الوطنية للجماعات الترابية
- المندوبية السامية للتخطيط